# Summer World University Games 2025/Teilnehmer (Armenien)
| Gelbes Symbol für Goldmedaillen mit stilisierten Olympischen Ringen | Graues Symbol für Silbermedaillen mit stilisierten Olympischen Ringen | Braundes Symbol für Bronzemedaillen mit stilisierten Olympischen Ringen |
| ------------------------------------------------------------------- | --------------------------------------------------------------------- | ----------------------------------------------------------------------- |
| 1                                                                   | —                                                                     | —                                                                       |

Armenien nahm an den Summer World University Games 2025 vom 16. bis zum 27. Juli mit 18 Athleten (11 Männer und 7 Frauen) teil.

## Medaillen

### Medaillenspiegel
| Rang   | Sportart | Gold | Silber | Bronze | Gesamt |
| ------ | -------- | ---- | ------ | ------ | ------ |
| 1      | Turnen   | 1    | –      | –      | 1      |
| Gesamt | Gesamt   | 1    | 0      | 0      | 1      |

### Medaillengewinner
| Name/n          | Sportart | Wettkampf     |
| --------------- | -------- | ------------- |
| Gold            |          |               |
| Hamlet Manukjan | Turnen   | Pauschenpferd |

## Teilnehmer nach Sportarten

### Fechten
Frauen
- Daria Malysheva

### Judo
Männer
- Gor Karapetjan
- Dawit Aghasjan

### Leichtathletik
| Männer - Rasmik Ghasarjan - Gor Howakimjan | Frauen - Jana Sargsjan |

### Schwimmen
| Männer - Aschot Chatschojan | Frauen - Warsenik Manutscharjan |

### Taekwondo
| Männer - Sargis Muradjan - Dawit Torosjan - Armen Danieljan | Frauen - Meline Hovhannisian |

### Turnen

#### Gerätturnen
| Männer - Gagik Chatschikjan - Hamlet Manukjan - Mamikon Chatschatrijan | Frauen - Mane Poghosjan |

#### Rhythmische Sportgymnastik
Frauen
- Silva Sargsjan
- Julieta Awetisjan